# Punjab Football Club
Maillots
Dernière mise à jour : 16 juin 2024.
Le Punjab Football Club (en pendjabi : ਪੰਜਾਬ ਫੁੱਟਬਾਲ ਕਲੱਬ, et en hindi : पंजाब फुटबॉल क्लब), plus couramment abrégé en Punjab FC, est un club indien de football fondé en 2005 et basé dans la ville de Chandigarh, dans l'État du Pendjab.
Crée sous le nom de Minerva Academy, il joue ses matchs à domicile au Jawaharlal Nehru Stadium depuis son accession en Indian Super League en 2023.

## Bilan sportif

### Palmarès
| Compétitions nationales                                                                                        |
| --- |
| - Championnat d'Inde (2) : - Champion : 2017-18, 2022-23. - Championnat d'Inde D2 : - Vice-champion : 2015-16. |

### Saisons
| Saison    | Division              | Classement    | Coupe d'Inde | Durand Cup |
| --------- | --------------------- | ------------- | ------------ | ---------- |
| 2015-2016 | I-League 2nd division | Vice-champion | 1er tour.    | Aucune     |
| 2017      | I-League              | 9e            | 1/4 f.       | Aucune     |
| 2017-2018 | I-League              | Champion      | Aucune       | Aucune     |
| 2018-2019 | I-League              | 10e           | Aucune       | Aucune     |
| 2019-2020 | I-League              | 3e            | Aucune       | Aucune     |
| 2020-2021 | I-League              | 4e            | Aucune       | Aucune     |
| 2021-2022 | I-League              | 5e            | Aucune       | Aucune     |
| 2022-2023 | I-League              | Champion      | Aucune       | Aucune     |

## Personnalités du club

### Présidents du club
- Ranjit Bajaj

### Entraîneurs du club
| - Surinder Singh (2015 - 2017) - Khogen Singh (2017 - 2018) - Paul Munster (2018 - 2019) |  | - Sachin Badadhe (2019) - Yan Law (2019 - 2020) - Curtis Fleming (2020 - ) |